# Districtul Wiang Nong Long
Wiang Nong Long (în thailandeză เวียงหนองล่อง) este un district (Amphoe) din provincia Lamphun, Thailanda, cu o populație de 18.628 de locuitori și o suprafață de 49,4 km².

## Componență
Districtul este subdivizat în three subdistricte (tambon), care sunt subdivizate în 24 de sate (muban).
| Nr. | Nume       | În thailandeză | Sate | Locuitori |  |
| --- | ---------- | -------------- | ---- | --------- |  |
| 1.  | Nong Long  | หนองล่อง        | 9    | 6,064     |  |
| 2.  | Nong Yuang | หนองยวง        | 5    | 4,078     |  |
| 3.  | Wang Phang | วังผาง          | 10   | 8,486     |  |